# Haumesserbach
Der Haumesserbach  ist ein 1,7 Kilometer langer linker Zufluss des Dorfbachs in der Schweizer Gemeinde Maur, Kanton Zürich. Der Bach entwässert einen Abschnitt des Pfannenstiel-Höhenzugs im Zürcher Oberland.

## Geographie

### Verlauf
Der Haumesserbach entspringt auf etwa 717 m ü. M. in einem Wäldchen am Osthang des Wassbergs gleich nördlich der Forch. 
Nach kurzem Verlauf durch ein kleines Tobel (Töbeli) wird er an der Waldgrenze bei der Schürwiis erstmals eingedolt. Er unterquert diese sowie den Schleipfenacher, zwischen Aesch und Looren die Aescherstrasse, den Roggacher und den Hasenacher. Der Bach erreicht nun die namensgebende Flur Haumesser, wo er in einem kleinen Wäldchen wieder an die Oberfläche tritt. Er durchfliesst das oberhalb des Schützenhauses Maur gelegene Wäldchen und passiert dabei deren Scheibenstand. An der Waldgrenze wird er erneut eingedolt und unterquert dabei die Bergwisen. 
An der Siedlungsgrenze von Maur tritt er wieder zutage, wobei er diese zugleich bildet. Dabei wird er von dichtem Buschwerk begleitet, ehe er auf etwa 472 m ü. M. von links in den Unterlauf des Dorfbaches mündet, dessen grösster Zufluss er darstellt.

### Einzugsgebiet
Das Einzugsgebiet des Haumesserbachs liegt im Züricher Pfannenstiel und wird durch ihn über den Dorfbach, die Glatt und den Rhein zur Nordsee entwässert.
Es grenzt 
- im Nordosten an das Einzugsgebiet des Dattenbachs, der in den Greifensee;
- im Südosten an das des Dorfbachs:
- im Süden an das des Aescherbachs, der in den Dorfbach mündet;
- im Westen an das des Höibachs, der über den Wehrenbach in die Limmat entwässert und
- im Nordosten an das des Rausenbach, der in den Greifensee mündet.

Im Einzugsgebiet überwiegt Grünland.